# ソメワケササクレヤモリ
ソメワケササクレヤモリ（Paroedura picta）は、爬虫綱有鱗目トカゲ亜目ヤモリ科ササクレヤモリ属に分類されるトカゲである。ペットとして流通しており、価格が安い、どんな環境にも順応できる丈夫さ、繁殖が容易、ハンドリングができるという点からヒョウモントカゲモドキと共に人気の種である。

## 分布
マダガスカル南西部固有種。

## 形態
全長15センチメートル。皮膚には小さい疣（いぼ）が点在する。胴体に暗色に縁取られた明色の横帯が入るタイプと、正中線上に白い縦縞が入るタイプが知られている。（繁殖個体はこの限りではない。）頭部は幅広く大型。
四肢には趾下薄板があるが、あまり発達していないため成体は体重を支えることが出来ず垂直壁を登れない。幼体は体が軽いため体を支えることができ、垂直壁を登ることができる。

## 生態
低地の乾燥した草原、森林等に生息する。夜行性で、昼間は岩の隙間や倒木の下に隠れて過ごす。上記のように立体活動はあまりできないため主に地表棲。
食性は動物食の強い雑食で昆虫類、節足動物、小型爬虫類等を食べる。
繁殖形態は卵生で、多い時には1回の交尾で2個ずつの卵を十数回に分けて産む。幼体は生後7-9ヶ月で性成熟する。

## 人間との関係
生息地での生息数が多いようで民家の庭先などでも見かけられるという。
ペット用として飼育されることもあり、ササクレヤモリ属では最も日本にも輸入されている。丈夫で飼育し易く、ハンドリングが可能なことから、1990年代におけるヤモリブームの火付け役となった。本種は飼育、繁殖とも易しく飼育スペースも大型のケージを用意しなくて済むことから、地上棲のヤモリ飼育の入門種として紹介されることもある。マダガスカルからの動物の輸出は減少傾向にあるが、本種は繁殖能力が非常に強いためペットとしての需要は現在までに輸入されている個体からの繁殖個体でも十分にまかなえると思われる。飼育下で、16世代まで累代飼育が継続した例が残されている。
繁殖力が強い反面、無計画な繁殖を防ぐため普段はオスとメスを分ける必要がある。（メスのみの複数飼育はともかく、オス同士では激しい闘争を行うので基本的に単独飼育）またメスはカルシウムを卵の生成に大量に使ってしまうので、餌にカルシウムを添加する必要がある。（特に抱卵しているメス）生後1年足らずで雌雄が揃えば繁殖もできるが、成長が止まり短命に終わる可能性が高い。
地表棲ヤモリとして多く飼育されるヒョウモントカゲモドキに比べると品種などは少ないが、ザンティック（黄色色素が多い）等の品種が知られている。